# Chlorospin des buissons
Chlorospingus flavopectus
Pour les articles homonymes, voir Tangara des buissons (homonymie) et Tangara à tête brune.
Espèce
Répartition géographique
Statut de conservation UICN

 LC  : Préoccupation mineure
Le Chlorospin des buissons (Chlorospingus flavopectus, syn. C. ophthalmicus), anciennement Tangara des buissons, aussi appelé Tangara à tête brune est une espèce de passereaux de la famille des Passerellidae.

## Description
Cet oiseau mesure environ 13,5 cm de longueur. Son plumage est vert olive plutôt sombre pour le dos et les ailes, plus pâle pour le ventre dont le centre est blanc. La tache blanche derrière chaque œil le distingue du Chlorospin à gorge grise.

## Habitat
Cet oiseau fréquente les sous-bois humides des forêts entre 400 et 2 300 m d'altitude.

## Comportement
Cette espèce bruyante se joint aux groupes pluri-spécifiques.

## Alimentation
Cet oiseau consomme des fruits et des insectes.

## Systématique

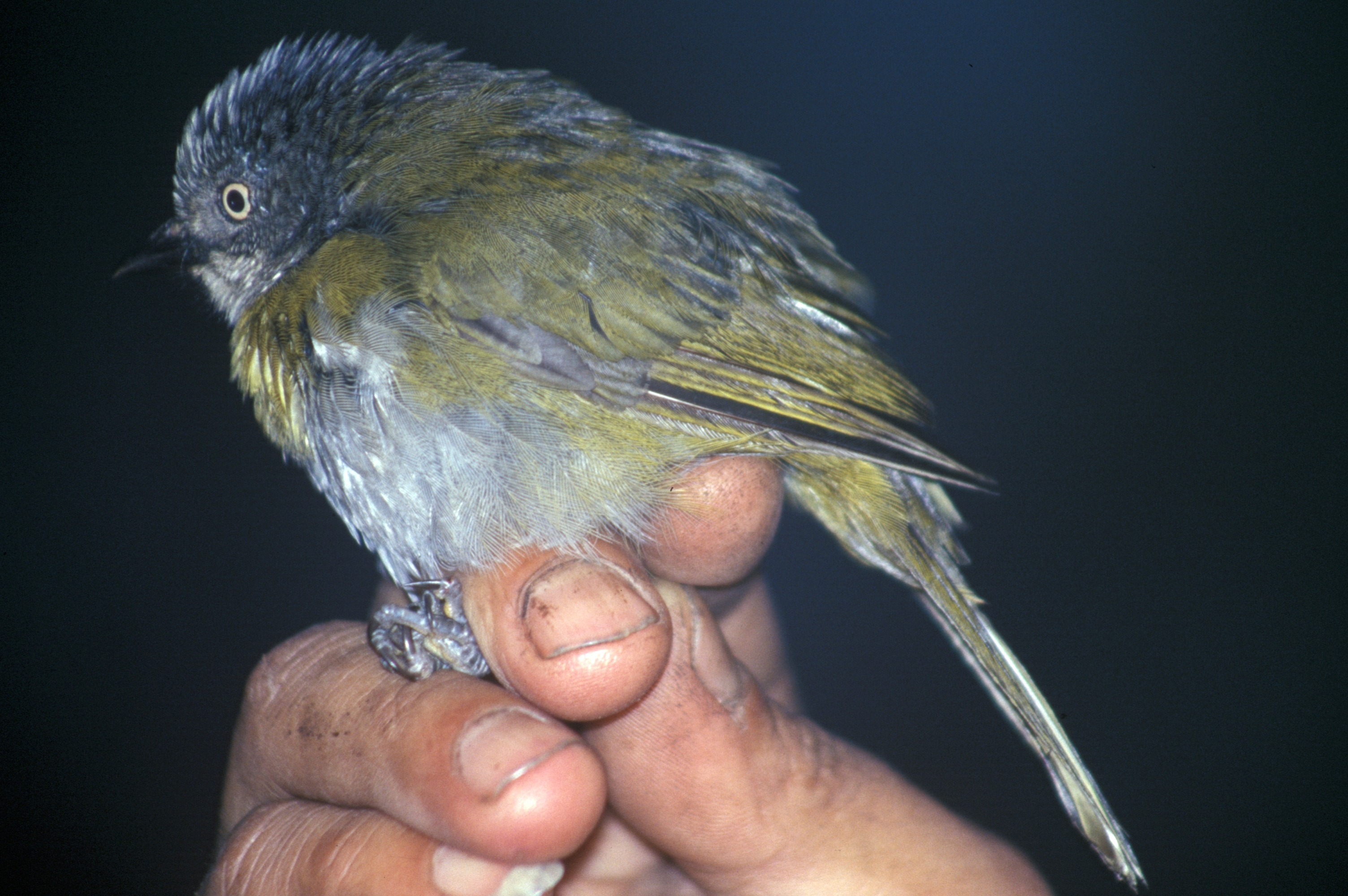
Spécimen capturé par un ornithologue

Les ornithologues soupçonnaient depuis longtemps que C. ophtalmicus était un complexe d'espèces cryptiques (deux au moins).
En 2012, la version 3.2 de la classification de référence du Congrès ornithologique international modifie son nom scientifique en Chlorospingus flavopectus (Lafresnaye, 1840), car ce nom a la priorité sur Chlorospingus ophthalmicus (Du Bus de Gisignies, 1847), Lafresnaye ayant été le premier à décrire l'espèce.

## Répartition et sous-espèces
Selon la classification de référence du Congrès ornithologique international (15.1, 2025) il se répartit en 25 sous-espèces :
- C. f. postocularis Cabanis, 1866 —
- C. f. wetmorei Lowery & Newman, 1949 —
- C. f. albifrons Salvin & Godman, 1889 — sierra Madre del Sur
- C. f. ophthalmicus (du Bus de Gisignies, 1847) —
- C. f. dwighti Underdown, 1831 —
- C. f. honduratius Berlepsch, 1912 —
- C. f. regionalis Bangs, 1906 —
- C. f. punctulatus Sclater & Salvin, 1869 —
- C. f. jacqueti Hellmayr, 1921 —
- C. f. falconensis Phelps & Gilliard, 1941 — cordillère de la Costa (Venezuela)
- C. f. venezuelanus Berlepsch, 1893 —
- C. f. ponsi Phelps & Phelps Jr., 1952 — serranía de Perijá
- C. f. eminens Zimmer, 1946 —
- C. f. trudis Olson, 1983 —
- C. f. exitelus Olson, 1983 —
- C. f. flavopectus (Lafresnaye, 1840) —
- C. f. macarenae Zimmer, 1947 —
- C. f. olsoni Avendaño, Stiles & Cadena, 2013 —
- C. f. nigriceps Chapman, 1912 —
- C. f. phaeocephalus [Sclater & Salvin, 1877 —
- C. f. cinereocephalus Taczanowski, 1874 —
- C. f. hiaticolus O'Neill & Parker, 1981 —
- C. f. peruvianus Carriker, 1933 —
- C. f. bolivianus Hellmayr, 1921 —
- C. f. fulvigularis Berlepsch, 1901 —
- C. f. argentinus Hellmayr, 1921 —